# ريبيكا كوري
ريبيكا كوري (بالإنجليزية: Rebecca Corry)‏ هي ممثلة أمريكية، ولدت في 23 مارس 1971 في كينت في الولايات المتحدة.

## وصلات خارجية
- ريبيكا كوري على موقع IMDb (الإنجليزية)
- ريبيكا كوري على موقع قاعدة بيانات الفيلم (الإنجليزية)